# فلتون‌ویل (فیلادلفیا)
فلتون‌ویل (به انگلیسی: Feltonville) یک منطقهٔ مسکونی در ایالات متحده آمریکا است که در فیلادلفیا قرار دارد.این منطقه محل سکونت طبقه کارگری است که در فیلادلفیا شمالی قرار دارد. این شهر به لحاظ موقعیت در شرق لوگان و هانتینگ پارک و در غرب لونکرست و جونیاتا قرار دارد، در جنوب اولنی است و در شمال فیریل و هاروگیت واقع شده‌است. فلتون‌ویل از جنوب به خیابان اری، از غرب به خیابان فرانت، از شمال به بلوار روزولت و از شمال شرقی به نهر تاکونی و از شرق به خیابان جی محدود می‌شود.

## جمعیت‌شناسی
طبق سرشماری ۲۰۱۰، فلتون‌ویل ۴۲٫۸٪ اسپانیایی، ۲۹٫۷٪ آفریقایی‌تبار، ۱۴٫۱٪ سفیدپوست، ۹٫۴٪ آسیایی و ۴٪ مختلط و سایر افراد می‌باشند. اگرچه بخش زیادی از جمعیت فلتون‌ویل از طبقه متوسط پورتوریکو، دومینیکن و آفریقایی آمریکایی‌ها تشکیل شده‌است. با این حال فلتون‌ویل محله‌ای است که به لحاظ بافت جمعیتی بسیار متنوع از طبقه متوسط است و جمعیت قابل توجهی را آمریکایی‌های کره‌ای‌تبار، آمریکایی‌های کامبوجی، آمریکایی‌های ترینیدادی، آمریکایی‌های هاییتی، آمریکایی‌های جامائیکایی، آمریکایی‌های کلمبیایی، آمریکایی‌های السالوادوری، آمریکایی‌های هندوراسی، آمریکایی‌های گواتمالایی، آمریکایی‌های مکزیکی و سایر مهاجران در بر می‌گیرد. همچنین آمریکایی‌های فلسطینی . تخمین زده می‌شود که با ۲۷ زبان در این منطقه صحبت می‌کنند.